# Vital Tech Tones
A Vital Tech Tones egy amerikai jazz-rock supergroup, amely az 1990-es évek közepén alakult.
Az együttes gitárosa a Tribal Tech-ben játszott Scott Henderson, dobosa a Vital Information-ös Steve Smith és basszusgitárosa pedig Victor Wooten volt, a Béla Fleck and The Flecktones tagja. Mindössze csak két albumot adtak ki, majd feloszlottak időhiány miatt, mivel mind a három tagnak csak mellékzenekart jelentett a Vital Tech Tones. Az együttes soha nem játszott élőben, habár Smith már koncertezett együtt Henderson-nal és Wooten-nel, de a Vital Tech Tones-on kívül. A formáció stílusa instrumentális, leginkább a szabad improvizációkon van a nagyobb hangsúly a dalaikban.
A zenekar neve onnan ered, hogy Smith a Vital Information-ben játszott, Wooten a Béla Fleck & The Flecktones-ban, Henderson pedig a Tribal Tech-ben: vagyis innen a Vital Tech Tones név.

## Diszkográfia
- 1998 – Vital Tech Tones
- 2000 – Vital Tech Tones 2

## Külső hivatkozások
- Steve Smith hivatalos oldala (angolul)
- Scott Henderson hivatalos oldala (angolul)
- Victor Wooten hivatalos oldala (angolul)